# Henryk Klawe

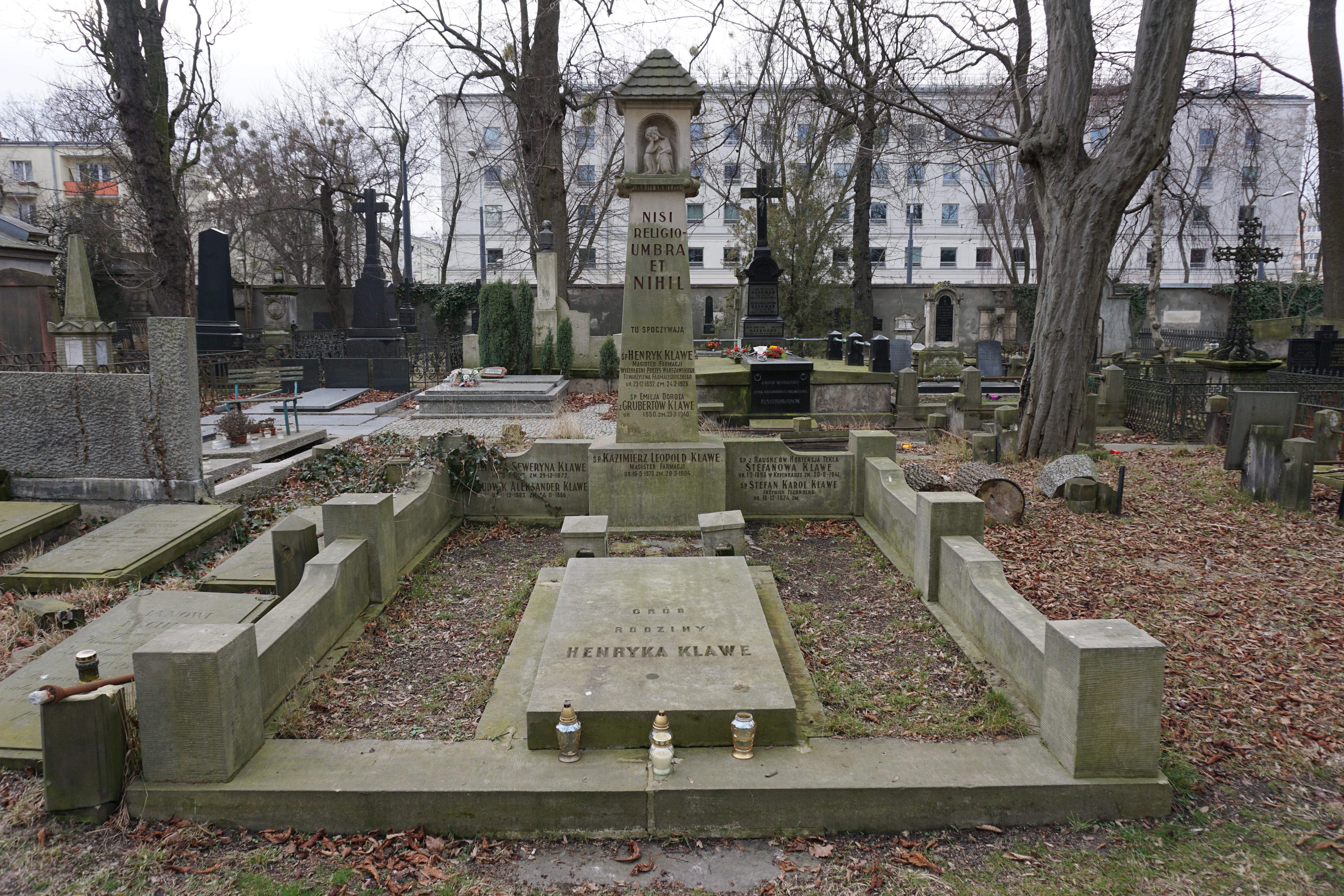
Grób rodzinny Henryka Klawe na cmentarzu ewangelicko-augsburskim w Warszawie

Henryk Klawe (ur. 23 grudnia 1832 w Warszawie, zm. 24 lutego 1926 tamże) – polski farmaceuta, pionier polskiego przemysłu farmaceutycznego, jeden z założycieli i długoletni prezes Warszawskiego Towarzystwa Farmaceutycznego, działacz kolegium kościelnego warszawskiej parafii ewangelicko-augsburskiej, filantrop, wspierał finansowo Rząd Narodowy w czasie powstania styczniowego.

## Życiorys
Urodził się w Warszawie 23 grudnia 1832 roku, w rodzinie ewangelickiej jako czwarte dziecko po Emilii Mariannie (po mężu Kuhn), Annie Mariannie (po mężu Haberbusch) i Dorocie Karolinie (po mężu Schiele). Po nim z tego związku było jeszcze dwoje dzieci: Joanna Aleksandra (po mężu Brukalska) i Edward Henryk. 

### Rodzice
Ojcem Henryka był Jan Henryk Klawe, warszawski piekarz i piwowar urodzony w Bahn (Banie Pomorskie) na obecnym Pomorzu Zachodnim, ewangelik. Matką jego, Anna Zuzanna Roscher (ur. 21.06.1802 w Warszawie, zm. 23.05.1884 w Warszawie) córka warszawskiego stelmacha Krzysztofa Fryderyka Rochera, również parafianka parafii ewangelicko-augsburskiej. Po rozstaniu się z Janem Henrykiem Anna Zuzanna wyszła za mąż za piekarza Marcina Wichmana.

### Młodość
Henryk Klawe uczęszczał do szkoły Karola Siecherta w Warszawie, w której był wyróżniany jako bardzo dobry uczeń. Następnie został wysłany do gimnazjum rządowego w Siedlcach, Które ukończył w przepisanym terminie. 
Wybierając zawód farmaceuty, zgodnie z ówczesnym prawem, w pierwszym etapie nauki, kandydat musiał odbyć praktykę w aptece. Henryk Klawe praktykował w Rawie Mazowieckiej w aptece Daniela Zygmunta Jende, podobnie jak jego ojciec, imigranta z Niemiec. Po odbyciu praktyki powrócił do Warszawy, gdzie zdał w 1852 roku, przed Radą Lekarską Królestwa Polskiego, egzamin na pomocnika aptekarskiego. W latach następnych pracował w aptekach warszawskich: Edwarda Koopego przy Nowym Świecie, Ernesta Ludwika Knolla przy ulicy Targowej, przylegającej do Placu Żelaznej Bramy i Samuela Bölke przy ulicy Długiej.
W latach 1854–1856 uczęszczał do Warszawskiej Szkoły Farmaceutycznej przy ulicy Jezuickiej 4., gdzie w 1857 roku uzyskał stopień prowizora farmacji. W 1859 roku, po zdanym egzaminie przed Radą Lekarską Królestwa Polskiego, otrzymał tytuł magistra farmacji.

### Życie zawodowe
Dopiero dwa lata po uzyskaniu tytułu magistra Henryk Klawe kupuje własną aptekę. Była nią istniejąca od lat trzydziestych XIX wieku, przy placu Świętego Aleksandra 10, apteka magistra Szulki. Od połowy maja 1862 apteka działała pod firmą "Apteka Magistra Klawe". W roku 1865 apteka została przeniesiona do znacznie większych pomieszczeń w sąsiednim budynku (Plac Świętego Aleksandra 12), a lokal po aptece został wynajęty. W 1864 roku Klawe pełnił funkcję administracyjną Asesesora Farmacji Urzędu Lekarskiego m. Warszawy. W roku 1877 Henryk Klawe kupuje kamienicę pod numerem 10, przeprowadza w niej gruntowny remont pomieszczeń sklepowych i przenosi do nich ponownie swoją aptekę. W tym miejscu apteka będzie istniała aż do początku lat 70 XX wieku, kiedy kamienicę pod adresem Plac Trzech Krzyży 10 wyburzono.
W latach 1875–1884 Henryk Klawe prowadził również drugą aptekę filialną na roku ulic Marszałkowskiej i Żurawiej. Jednak nadmiar prac, których się podejmował nie pozwolił mu na kontynuację tego zadania.
Wraz z organizacją apteki, Henryk Klawe powołał do życia "Laboratorium przy aptece magistra Klawe". Laboratorium początkowo produkowało leki wyłącznie na potrzeby swojej apteki, stopniowo stało się dostawcą leków do szpitali i aptek na ziemiach polskich i w cesarstwie rosyjskim. Leki od Klawego docierały do Moskwy, Charkowa, Tuły i Taganrogu. Było to swojego rodzaju nowością na rynku farmaceutycznym, ponieważ tradycyjnie apteki sprzedawały środki wytwarzane przez siebie oraz na recepty lekarskie. Istniejące nieliczne laboratoria przyapteczne, jeżeli nawet sprzedawały swoje produkty, to raczej na lokalnym rynku do sąsiadujących aptek lub zajmowały się produkcją jednego leku do szerszej sprzedaży. Natomiast laboratorium Henryka Klawe miało już charakter wczesnoprzemysłowy.

### Emerytura
W roku 1912 Henryk Klawe przekazał notarialnie, młodszemu synowi Stanisławowi Adolfowi Klawe, też farmaceucie, swoje laboratorium. W 1921 roku Stanisław przeniósł produkcję leków na ulicę Karolkową i zmienił firmę w spółkę akcyjną o nazwie Towarzystwo Chemiczno-Farmaceutyczne d. Mgr Klawe S.A. W latach II wojny światowej zakłady przejęli Niemcy, a po 1945 roku zostały upaństwowione i nazwane Warszawskie Zakłady Farmaceutyczne "Polfa". Kilka lat później również apteka została sprzedana.
Henryk Klawe przeżył 93 lata mieszkając do śmierci na drugim piętrze swojej kamieniczki przy Placu Trzech Krzyży 10. Zmarł 24 lutego 1926 roku i został pochowany na cmentarzu ewangelicko-augsburskim w Warszawie przy ulicy Młynarskiej (aleja 5, grób 11).

## Rodzina
Henryk Klawe ożenił się późno, bo dopiero w wieku 38 lat, z Emilią Dorotą Grubert (ur. 15.06.1850 w Łodzi – zm. 23.03.1940 w Warszawie), ewangeliczką reformowaną, córką łódzkiego piekarza i piwowara Daniela Gruberta i Florentyny z Knollów, siostrzenicą swojego wcześniejszego pracodawcy Juliusza Knolla. Mieli wspólnie sześcioro dzieci:
- Marię Sewerynę (ur. 8.01.1872 w Warszawie – zm. 29.12.1872 w Warszawie);
- Kazimierza Leopolda (ur. 16.05.1873 w Warszawie – zm. 20.03.1904 w Warszawie), magistra farmacji po studiach w Dorpacie i Petersburgu.
- Stefana Karola (ur. 10.12.1874 w Warszawie – zm. 6.03.1945 w Kielcach), inżyniera po studiach w Warszawie;
- Stanisława Adolfa (ur. 6.11.1877 w Warszawie – zm. 19.01.1955 w Warszawie); doktora farmacji po studiach w Dorpacie, Warszawie i Nancy we Francji. Przejął po ojcu laboratorium przy aptece.
- Wacława Maurycego (ur. 19.09.1880 w Warszawie – zm. 1.08.1945 w Łodzi), inżyniera, po studiach w Warszawie. Ożeniony z kuzynką ewangeliczką reformowaną Anną Szarlottą z Geyerów (1890 – 1964), prawnuczką Ludwika Geyera, był członkiem zarządu fabryki tekstylnej Geyerów w Łodzi; jego żona ufundowała w łódzkim kościele ewangelicko reformowanym ławkę.
- Ludwika Aleksandra (ur. 11.12.1883 w Warszawie – zm. 24.11.1886 w Warszawie).

Starsze siostry Henryka Klawe ożenione były: Anna Marianna za Błażejem Haberbuschem, a Dorota Karolina za Konstantym Schiele. Jego młodsza siostra Joanna Aleksandra ożeniona za Jakubem Józefem Brukalskim była matką architekta Piotra Brukalskiego i babką, po synu Ludgierdzie Stanisławie, architekta Stanisława Brukalskiego.

## Działalność społeczna
Henryk Klawe był czynnym uczestnikiem życia społecznego Warszawy. Uczestniczył w nim finansowo i fizycznie w ramach Rady Głównej Opiekuńczej Zakładów Dobroczynnych i Szpitali, Kasy Wsparcia Zubożałych Farmaceutów i ich Wdów i Sierot, Warszawskiego Towarzystwa Farmaceutycznego, którego był współzałożycielem i prezesem (1886-1896 i 1900-1901), Resursy Obywatelskiej. Zasiadał we władzach Wydziału Szpitalnego Kolegium Kościelnego Parafii Ewangelicko-Augsburskiej w Warszawie (1879-1917). Wspierał finansowo Rząd Narodowy doby powstania styczniowego.

## Działalność naukowa
Henryk Klawe obok pracy w aptece zajmował się również eksperymentowaniem i tworzeniem nowych leków. Swoje doświadczenia i wyniki opisywał w samodzielnych broszurach oraz na łamach "Wiadomości Farmaceutycznych" periodyku Warszawskiego Towarzystwa Farmaceutycznego. Linki do jego prac, albo recenzji z nich w rozdziale "Linki zewnętrzne".

## Produkty
W laboratorium i aptece Henryka Klawe produkowano, wg najnowocześniejszych wzorców, różne typy leków − tabletki prasowane, tabletki musujące, granulaty, kapsułki, proszki, czopki, syropy oraz zastrzyki. Jednym z kluczowych, najlepiej sprzedawanych i najdłużej produkowanych leków był Hemogen, preparat żelazowy w formie syropu z dodatkiem manganu, słodzony cukrem trzcinowym. Innym popularnym preparatem był Lakton, czyli mączka mleczna dla dzieci kończących odżywianie mlekiem matki. Podane jednak było też dawkowanie w przypadku karmienia niemowląt mleka matki pozbawionych. W skład preparatu wchodziło mleko w proszku, mąka bananowa, mąka owsiana, mąka jęczmienna, cukier i sole fosforowe. Kolejnym produktem dla dzieci i dorosłych był preparat wzmacniający Fosfol, mieszanka jodu, fosforu, żelaza i lecytyny w formie powlekanych czekoladą tabletek. Dużą część produkcji laboratorium Henryka Klawe zajmowały wody mineralne w tabletkach musujących. Preparaty swym składem wzorowane na wodach mineralnych z różnych uzdrowisk polskich i zagranicznych. Produktem wytwarzanym w laboratorium od samego początku, a później w fabryce, która była jego kontynuatorką był Hemorin, czopki przeciw hemoroidom. Również różne mieszanki i wyciągi z ziół były wytwarzane i rozsyłane do aptek.

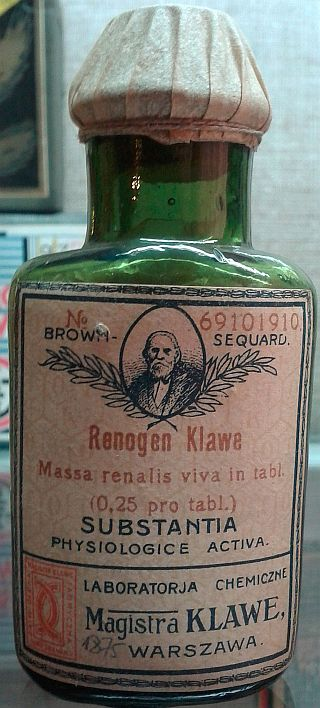
Lek z laboratorium mgr Henryka Klawe
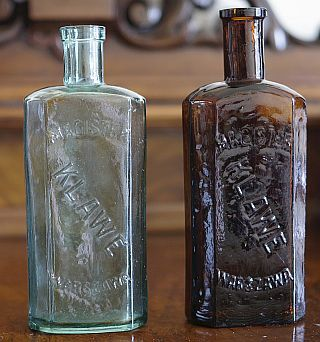
Butelki apteczne mgra Henryka Klawe
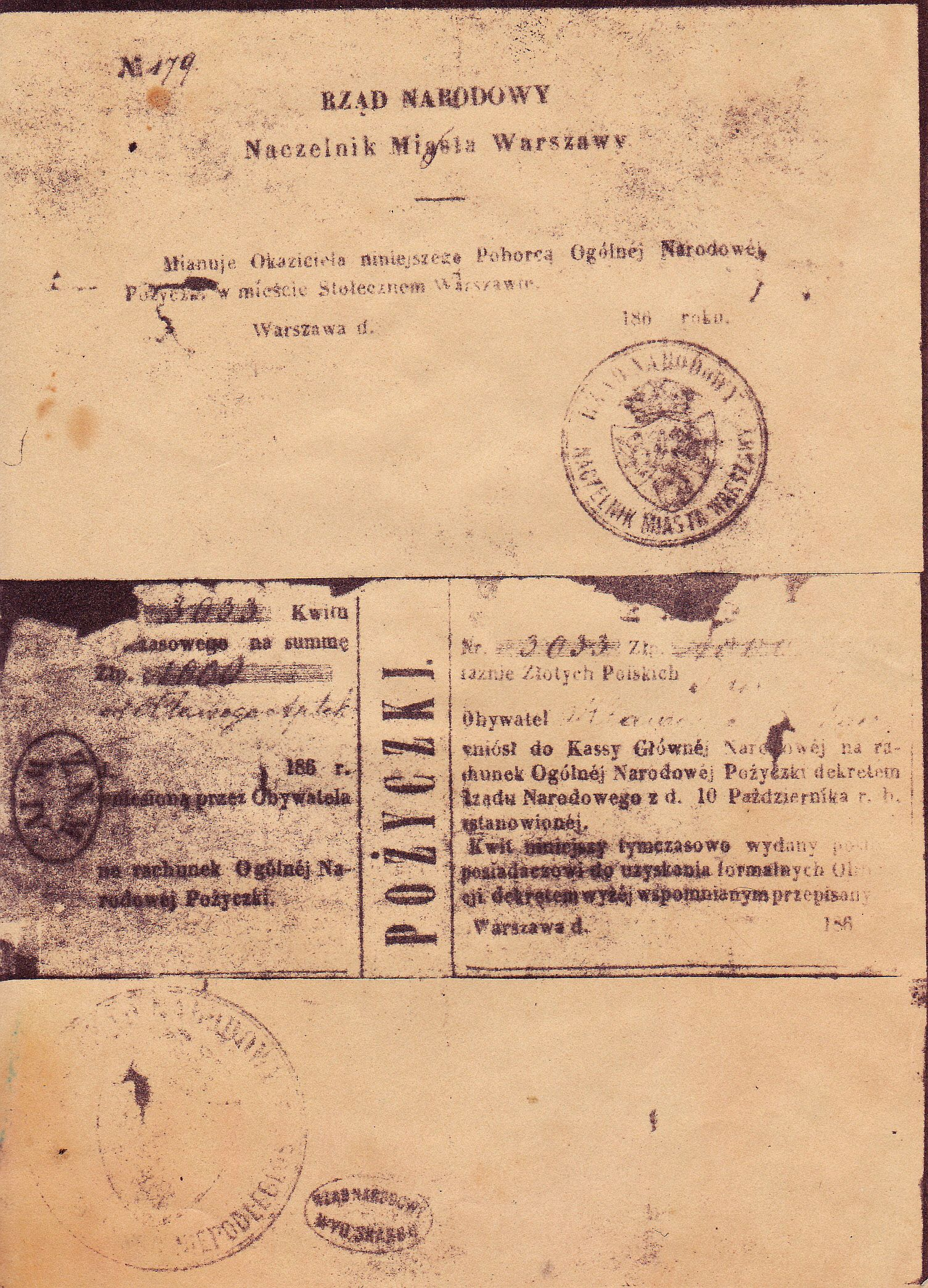
Wpłata od "Klawego, Aptekarza" na fundusz Rządu Narodowego (powstanie styczniowe)

## Fundacja
3 września 1937 syn i następca Henryka Klawe powołał notarialnie "Fundację stypendialną im. ś.p. Henryka Klawe" z funduszem 12 tysięcy złotych w sześcioprocentowych obligacjach pożyczki narodowej. Fundacja miała na celu wspomaganie niezamożnych studentów trzeciego i czwartego roku farmacji na Uniwersytecie im. Józefa Piłsudskiego w Warszawie. Stypendium było przyznawane studentom i studentkom mającym dobre wyniki w nauce i będącym w złej sytuacji materialnej. Jeszcze w tym samym roku fundacja uzyskała zatwierdzenie w Ministerstwie Oświecenia Publicznego.